# Of Monsters and Men
Of Monsters and Men is een vijfkoppige indiefolk-/pop-/rock-band uit Garðabær, IJsland. De band bestaat uit zangeres en gitariste Nanna Bryndís Hilmarsdóttir, zanger en gitarist Ragnar “Raggi” Þórhallsson, gitarist Brynjar Leifsson, drummer Arnar Rósenkranz Hilmarsson en bassist Kristján Páll Kristjánsson.

## Geschiedenis

### Formatie
Na verschillende solo-projecten begon Of Monsters and Men in 2010 als kwartet met bandleden Nanna, Raggi, Brynjar en Arnar. Na de experimentele IJslandse muziekcompetitie Músíktilraunir van 2010 werd het kwartet uitgebreid tot een sextet. Deze formatie toerde langs verschillende evenementen in IJsland en werkte tegelijkertijd aan nieuw materiaal. In 2012 besloot voormalig piano/accordeonspeler Árni Guðjónsson de band te verlaten om zich op zijn opleiding te richten.

### Doorbraak
In februari 2011 tekende de band een contract bij Record Records voor de release van hun debuutalbum in IJsland. Dit album, My head is an animal, werd in september 2011 uitgegeven in IJsland en vrijwel meteen stegen het album en de single Little talks naar nummer één.
Ondertussen kreeg de band ook internationaal steeds meer naamsbekendheid. Mede door het succes van Little talks in de Verenigde Staten tekende de band een contract bij Universal Music voor de wereldwijde release van het debuutalbum. Zowel single als album waren in veel landen succesvol, waaronder de Verenigde Staten, Australië, Canada, het Verenigd Koninkrijk en Duitsland. In Nederland en Vlaanderen werd Little talks eveneens een hit en behaalde het album goede verkoopcijfers.
Of Monsters and Men was de winnaar van de 2013 European Border Breakers Award. De European Border Breakers Awards (EBBA) zijn prijzen die jaarlijks worden uitgereikt aan tien jonge veelbelovende Europese artiesten die het jaar ervoor succesvol buiten de eigen landsgrenzen debuteerden.
In 2015 verscheen het tweede studioalbum van de band, Beneath the skin. In juli 2019 kwam Of Monsters and Men met hun nieuwe album; Fever Dream. De nieuwste single daarvan, Alligator, werd in mei van dat jaar uitgebracht.

### Optredens
Of Monsters and Men heeft voor de tweede maal in België optreden op Pukkelpop in 2012. Hun eerste concert in België gaven ze in een uitverkochte AB Club op woensdag 25 april 2012. In Nederland heeft de band opgetreden op Lowlands 2012. Ook hebben ze eerder in Bitterzoet, en later voor een uitverkocht Paradiso gestaan. In 2019 kwam de band wederom met optredens naar Europa. Op 6 november van dat jaar werd TivoliVredenburg aangedaan.

## Bandleden
Huidige Bandleden
- Nanna Bryndís Hilmarsdóttir – leadzang, gitaar (2010–heden)
- Ragnar Þórhallsson – leadzang, gitaar (2010–heden)
- Brynjar Leifsson – leadgitaar, achtergrondzang (2010–heden)
- Kristján Páll Kristjánsson – basgitaar, achtergrondzang (2010–heden)
- Arnar Rósenkranz Hilmarsson – drums, percussie, achtergrondzang (2010–heden)

Voormalige bandleden
- Árni Guðjónsson  – accordeon, piano, orgel, achtergrondzang (2010–2012)

## Discografie

### Albums
| Album met eventuele hitnotering(en) in de Nederlandse Album Top 100 | Datum van verschijnen | Datum van binnenkomst | Hoogste positie | Aantal weken | Opmerkingen                      |
| ------------------------------------------------------------------- | --------------------- | --------------------- | --------------- | ------------ | -------------------------------- |
| Into the Woods                                                      | 20-12-2011            | -                     | -               | -            | EP                               |
| My Head Is an Animal                                                | 06-04-2012            | 14-04-2012            | 5               | 49           | Releasedatum IJsland: 20-09-2011 |
| Live from Vatnagarðar                                               | 10-12-2013            | -                     | -               | -            |                                  |
| Beneath the Skin                                                    | 08-06-2015            | 13-06-2015            | 17              | 3            |                                  |
| Fever Dream                                                         | 26-07-2019            | -                     | -               | -            |                                  |

| Album met hitnotering(en) in de Vlaamse Ultratop 200 albums | Datum van verschijnen | Datum van binnenkomst | Hoogste positie | Aantal weken | Opmerkingen |
| ----------------------------------------------------------- | --------------------- | --------------------- | --------------- | ------------ | ----------- |
| My Head Is an Animal                                        | 2012                  | 21-04-2012            | 14              | 60           |             |
| Beneath the Skin                                            | 2015                  | 20-06-2015            | 23              | 15           |             |
| Fever Dream                                                 | 2019                  | 03-08-2019            | 81              | 1            |             |

### Singles
| Single met eventuele hitnotering(en) in de Nederlandse Top 40 | Datum van verschijnen | Datum van binnenkomst | Hoogste positie | Aantal weken | Opmerkingen                 |
| ------------------------------------------------------------- | --------------------- | --------------------- | --------------- | ------------ | --------------------------- |
| Little Talks                                                  | 09-01-2012            | 07-04-2012            | 16              | 19           | Nr. 18 in de Single Top 100 |
| Dirty Paws                                                    | 12-04-2012            | -                     | -               | -            |                             |
| Mountain Sound                                                | 24-09-2012            | -                     | -               | -            |                             |
| King and Lionheart                                            | 11-02-2013            | -                     | -               | -            |                             |
| Crystals                                                      | 16-03-2015            | -                     | -               | -            |                             |
| I of the Storm                                                | 2015                  | -                     | -               | -            |                             |
| Empire                                                        | 08-06-2015            | -                     | -               | -            |                             |
| Hunger                                                        | 16-11-2015            | -                     | -               | -            |                             |
| Wolves Without Teeth                                          | 2015                  | -                     | -               | -            |                             |
| Alligator                                                     | 03-05-2019            | -                     | -               | -            |                             |
| Wild Roses                                                    | 12-07-2019            | -                     | -               | -            |                             |
| Wars                                                          | 01-11-2019            | -                     | -               | -            |                             |
| Visitor                                                       | 2020                  | -                     | -               | -            |                             |

| Single met hitnotering(en) in de Vlaamse Ultratop 50 | Datum van verschijnen | Datum van binnenkomst | Hoogste positie | Aantal weken | Opmerkingen                |
| ---------------------------------------------------- | --------------------- | --------------------- | --------------- | ------------ | -------------------------- |
| Little Talks                                         | 2012                  | 28-04-2012            | 3               | 24           | Nr. 2 in de Radio 2 Top 30 |
| Mountain Sound                                       | 21-08-2012            | 29-09-2012            | tip 3           | -            |                            |
| Crystals                                             | 16-03-2015            | 20-06-2015            | tip 75          | -            |                            |

### NPO Radio 2 Top 2000
| Nummer met noteringen in de NPO Radio 2 Top 2000 | '12  | '13 | '14 | '15  | '16  | '17  | '18  | '19  | '20 | '21  | '22  | '23  | '24  |
| ------------------------------------------------ | ---- | --- | --- | ---- | ---- | ---- | ---- | ---- | --- | ---- | ---- | ---- | ---- |
| Little Talks                                     | 1418 | 719 | 996 | 1032 | 1567 | 1527 | 1790 | 1903 | -   | 1793 | 1679 | 1741 | 1484 |

1. ↑  Een '-' betekent dat het nummer niet was genoteerd en een vetgedrukt getal geeft de hoogste notering aan.
2. ↑  2012 was het eerste jaar met een notering voor dit nummer.

- Bibliothèque nationale de France: cb166767256 (data)
- Gemeinsame Normdatei: 1022991566
- International Standard Name Identifier: 0000 0004 6999 6248
- Library of Congress Control Number: no2012063179
- MusicBrainz: 9e103f85-7af7-41d7-b83b-49ba8f0c5abf
- Nationale Bibliotheek van Tsjechië: osa2016900026
- Virtual International Authority File: 250393790